# Петушки (град)
Петушки (на руски: Петушки) е град в Русия, административен център на Петушински район, Владимирска област. Населението на града към 1 януари 2018 година е 13 112 души.